# Шувалова, Таисия Константиновна
Таисия Константиновна Шувалова (род. 10 августа 1937 года, Ульяновская область) — оператор по выращиванию телят агрофирмы «Сызранская» Радищевского района Ульяновской области, полный кавалер ордена Трудовой Славы (1990).

## Биография
Родилась 10 августа 1937 года в селе Верхняя Маза Радищевского района Куйбышевской ныне — Ульяновской области России области в крестьянской семье. Русская. Окончила 7 классов.
Трудовую деятельность начала в 1955 году в колхозе «Красный Октябрь», а после его преобразования — в совхозе «Сызранский». Трудилась телятницей, оператором по выращиванию молодняка крупного рогатого скота. В 20 лет вышла замуж, муж также работал в совхозе «Сызранский».
Ежегодно она добивалась высоких производственных показателей. Добросовестное отношение к своим обязанностям, любовь к профессии, к животным позволяли ей получать хорошие среднесуточные привесы на выращивании молодняка крупного рогатого скота — более 700 граммов в сутки. Это почти в два раза больше, чем получали в среднем по совхозу и району. Закрепленное поголовье молодняка всегда содержалось в чистоте, в хорошей упитанности. Своевременно проходили все ветеринарные обработки, благодаря этому сохранность поголовья по её группе скота ежегодно составляла 99-100 %.
Указами Президиума Верховного Совета СССР от 14 февраля 1975 года и 23 декабря 1976 года награжден орденами Трудовой Славы 3-й и 2-й степеней.
Указом Президента СССР от 23 августа 1990 года за достижение высоких результатов в производстве, переработке и продаже государству сельскохозяйственной продукции на основе применения прогрессивных технологий и передовых методов организации труда Шувалова Таисия Константиновна награждена орденом Трудовой Славы 1-й степени. Стала полным кавалером ордена Трудовой Славы.
Проработала в совхозе 45 лет, до выхода на пенсию.
Семья Шуваловых воспитала дочь, которая в настоящее время проживает в г.Ульяновск и часто навещает свою маму.
Живёт в посёлке Октябрьский Сызранского района Самарской области России.

## Награды
Награждена орденами «Знак Почёта», Трудовой Славы 1-й, 2-й, 3-й степеней:
3 ст. 14.02.1975 № 22295
2 ст. 23.12.1976 № 656
1 ст. 23.08.1990 № 780
- медалями, знаками «Ударник пятилетки», «Победитель социалистического соревнования»"[1].
- имеет звание Почётный гражданин Ульяновской области, почётный гражданин Радищевского района, занесена в Книгу почёта «Материнская слава»[3].
- 11 декабря 2017 года награждена почетным знаком отличия «Трудовая доблесть» в рамках мероприятий Гражданского форума Ульяновской области на Втором Съезде Трудящихся Поволжья[4].